# Gustaf Johnsson
Nils Gustaf Weidel, nato Johnsson (Malmö, 7 marzo 1890 – Washington, 11 dicembre 1959), è stato un ginnasta e diplomatico svedese.

## Biografia
Ha vinto una medaglia d'oro alle Olimpiadi 1908. 
Ha cambiato il cognome nel 1914. Dopo aver concluso l'attività sportiva, ha lavorato come diplomatico in diverse vesti tra cui agente consolare, inviato e altro in diversi Paesi del mondo quali Stati Uniti, Brasile, Portogallo e Libano.

## Palmarès

### Olimpiadi
- Oro a Londra 1908 nel concorso a squadre.